# Vélodrome de Milton
Le vélodrome de Milton, officiellement nommé Centre national du cyclisme Mattamy, est un vélodrome couvert situé dans la ville canadienne de Milton, en Ontario.

## Histoire
Il a été construit dans le cadre des Jeux panaméricains de 2015, qui se sont déroulés à Toronto, métropole voisine. Il a ouvert ses portes en Janvier 2015 avec la tenue des Championnats Canadiens Cyclistes sur Piste.  
La piste du vélodrome est de 250 mètres.  Le centre de cette piste est multi-fonctionnel avec trois terrains de basket-ball, volley-ball et ou autres sports. Autour de la piste il y a 1 500 sièges permanents pour les spectateurs.  Derrière ces sièges se trouve un piste de plus de 300 mètres pour la marche et la course à pied.